# HD 182422
HD 182422，又名BD+19 4000，SAO 87148、HR 7364，是一颗恒星，视星等为6.4，位于銀經54.57，銀緯2.32，其B1900.0坐标为赤經19h 19m 25.5s，赤緯+20° 2.32′ 12″。